# 星空传媒

原星空传媒自2010年使用至今的标识，现主要在印度使用。

原星空传媒在2001年至21世纪10年代前期主要使用的LOGO标识。现该标识或其部分元素仍被卫视体育台、STAR Movies等频道使用，亦被星空华文在部分场合继续使用。

星空传媒（英语：STAR），是华特迪士尼公司目前所持有的一个媒体品牌。主要使用于迪士尼的流媒体领域与电视广播领域。目前，星空传媒（STAR）在广义上指华特迪士尼公司在Disney+上的一个模块和在部分国家和地区使用的电视广播品牌；狭义上指迪士尼在香港全资持有的卫星电视广播机构迪士尼傳媒集團（亞太）（英語：Disney Networks Group Asia Pacific）。星空传媒（STAR）这一品牌（随同迪士尼传媒，也就是狭义上的星空传媒）的前身最早均可追溯至李澤楷所属和记黄埔有限公司1991年在香港創立的卫星电视有限公司。:131
星空传媒的最早前身香港卫星电视最早由和记黄埔于香港创办，最初运营卫视中文台
等五个卫星电视频道并对亚洲播出。1993年5月由于卫星电视的财困问题，李泽楷将卫星电视的股权逐渐转手给时任新闻集团董事长的默多克。与此同时，默多克的新闻集团也开始在香港卫星电视的基础上面向其他地区逐渐构建福斯国际电视网。香港卫星电视成为新闻集团的子公司后，于2001年正式更名为星空传媒和STAR。之后，星空传媒在2009年被新闻集团重组，从星空传媒剥离出了星空传媒 (印度)和星空华文传媒，随后星空传媒逐渐被福斯国际电视网吞并。上述几家公司至今仍同时使用STAR（星空传媒）的品牌至今。
2019年，二十一世纪福斯绝大多数业务被华特迪士尼公司收购，福斯国际电视网和星空传媒 (印度)也随之均纳入迪士尼公司控制。随后，迪士尼公司逐渐实行去FOX化战略，并在电视广播领域逐渐重新启用星空传媒（STAR）品牌，还将这一品牌用于Disney+的一个模块。不过，由于迪士尼计划大力发展其流媒体业务并关闭了多个地区的电视频道，星空传媒（STAR）品牌在电视广播领域重新启用所造成的影响具有一定局限性。然而，迪士尼公司后又于2025年宣布将在2026年取消STAR在Disney+上的模块。这就意味着STAR品牌可能只会被迪士尼用于现有的电视广播业务之中。
截至2025年，星空传媒这一品牌在电视广播及流媒体领域被迪士尼公司广泛使用。除此之外，从原星空传媒剥离而来的星空华文传媒（CMC资本全资子公司）也在部分场合使用这一品牌。而先前的香港卫星电视演变而来的原星空传媒公司主体本身已经更名为迪士尼传媒有限公司，除中国大陆部分STAR系列频道外，亦同时负责Disney+在亚太境内的业务。

## 概述
迪士尼目前将星空传媒这一品牌使用于流媒体业务和电视广播业务，目前的大体情况如下：

### 電視頻道廣播
STAR（星空传媒）作为国际电视频道品牌，早在1991年香港卫星电视创办时便开始使用。二十一世纪福斯接管星空传媒后将其逐渐淡化直至其被迪士尼收购。迪士尼后来开始逐渐恢复该标识使用，最初于 2021 年 2 月 22 日在拉丁美洲推出，后来扩展到全球，以取代从迪士尼于 2019 年 3 月 20 日收购的 21 世纪福斯所属福斯传媒集团继承的国际电视频道。这些频道其中就包括最早从新闻集团时期星空传媒（甚至包括卫星电视时期）继承而来的频道（如STAR Movies、STAR World等）
除此以外，STAR这一品牌也仍继续在星空传媒 (印度)和迪士尼传媒分别面向印度和中国大陆播出的频道继续使用至今。
截至2025年，迪士尼在巴尔干半岛、比利时、保加利亚、芬兰、拉丁美洲、荷兰、葡萄牙、西班牙、印度（及周边地区，如尼泊尔）、中国大陆等地区以STAR（星空传媒）作为其电视广播业务的品牌。

### 串流媒體服務
STAR（星空传媒）身为迪士尼流媒体服务Disney+的一个模块，于 2021 年 2 月 23 日开始推出。该中心在运营 Disney+ 的国家/地区可用，但美国除外。
STAR（星空传媒）拥有来自迪士尼子公司库的大型电视和电影内容库，包括 FX Networks、Hulu、Freeform、ABC Signature、MTM Enterprises、Touchstone Television、20th Television、20th Television Animation、20th Century Studios、20th Century Animation、Searchlight Pictures、Touchstone Pictures 和好莱坞影业。它还通过 Disney Platform Distribution 提供获得许可的非Disney品牌内容。

## 简介
星空传媒及迪士尼传媒有限公司的前身香港卫星电视于1990年由和记黄埔成立，中文原名为“卫星电视有限公司”（1991-2001）「, STAR」，1991年8月26日开播，总部设于香港。
STAR启播时有5个频道，包括卫视中文台（STAR Chinese Channel）、卫视体育台（Prime Sports）、卫视合家欢台（STAR Plus，其印度以外播出部分後改稱STAR World）、卫视新闻台（BBC WSTV）、卫视音乐台（MTV）。音樂電視網（MTV）與STAR TV合作成立卫视音乐台，直接套用MTV標誌。
1993年5月1日，鲁伯特·默多克的新闻集团的金額購入卫星电视63.6%的股权。
1994年5月2日，MTV停止与STAR TV合作。1994年5月29日，STAR TV旗下頻道增加Channel [V]取代衛視音樂台正式開播。
1995年7月、鲁伯特·默多克的新闻集团的金額購入卫星电视100%的股权。
2001年，香港卫星电视更名为星空传媒，英文为STAR。
2009年8月19日，新闻集团重组星空传媒，其被拆分为星空传媒（印度）与星空传媒（中国）（即现时的星空华文），成为两家独立经营公司。在新加坡、台灣等亞洲其他地區的業務則由21世紀福斯公司接管，另有部分业务并入福斯国际电视网。
2010年8月，中国华人文化产业投资基金（CMC）投资控股原属新闻集团全资拥有的星空卫视普通话频道、星空国际频道、 Channel[V]中國频道以及星空华语电影片库（Fortune Star）业务。
2011年12月30日，星空傳媒在台湾的三大家族頻道合併至福斯國際電視網。
2014年1月2日，21世纪福斯将其所持有的星空华文传媒剩下的47%的股权出售给中国华人文化产业投资基金。
2019年3月20日，福斯傳媒集團隨著21世紀福斯公司一同被華特迪士尼公司收購。随后，迪士尼实行去FOX化战略，逐渐在电视广播及流媒体领域重新启用星空传媒（STAR）品牌。
2021年起，星空传媒（STAR）新版LOGO开始启用。在电视广播领域使用的同时，也将其运用于Disney+的一个模块。
2021年10月1日和2023年10月1日，迪士尼傳媒集團分批次关停了面向亚太的多条STAR及FOX系列电视频道。此后，星空传媒（STAR）品牌开始被集中使用于流媒体业务中。
2024年1月1日台北时间0点整，迪士尼傳媒集團所有台湾地区版本的电视频道終止播映。
在2023年之后，原属于福斯传媒集团和星空传媒在中东、欧洲、拉美等地区的FOX及STAR系列频道纷纷启用新版STAR标识和包装，部分地区则直接更名为STAR Channel（星空频道）。

## 歷史

### 卫星电视（1990年-2001年）
- 1990年4月7日，长征三号火箭成功将亚洲一号卫星送入太空，这为卫视中文台等卫星电视五个频道通过卫星面向亚洲播出奠定基础。
- 1990年12月7日，香港富商李嘉誠次子李澤楷通过和記黃埔創辦衛星廣播（香港）有限公司 （Hutchvision Hong Kong Limited）[3][4]，由英屬維京群島註冊的衛星廣播有限公司（Hutchvision Limited (BVI)）控股運作。[5][6]:131
- 1990年12月22日，卫星电视取得港英政府所属广播事务管理局颁发的為期12年的非專利經營牌照，但港英政府提出了两个附加条件：不得播出粤语节目、不得向观众收取费用。这两条附加条件是亚洲电视和无线电视出于商业利益考量向港英政府施压的结果，而香港本地大多数民众惯用粤语。这也导致卫星电视难以直接服务本港观众。李嘉诚也因此借媒体指责港英政府，认为其不准香港本地媒体播出香港本地语言节目的政策简直滑天下之大稽。[15]:19
- 1991年1月31日，設置衛星電視有限公司（Hutchvision Channel Services Limited），3月28日成立衛星電視廣播有限公司（Satellite Television Asian Region Limited）[6]:133。同年5月9日，衛星電視廣播變更英文登記「Star-TV Subscriptions Limited」；7月4日，衛星電視英文承繼「Satellite Television Asian Region Limited」。
- 由于和记黄埔公司当时就拥有拥有亚洲卫星公司三分之一的股份，因此，卫星电视有限公司当时就使用了亚洲一号卫星的24个转发器中的10个。[16]
- 1991年7月1日，衛星電視（STAR TV）正式開播。
- 1991年7月27日左右，卫视中文台播送了香港群星为华东水灾赈灾义演的相关消息。
- 1991年8月21日，美國Prime Network與STAR TV合作成立衛視體育台，直接套用Prime Sports標誌，頻道英文名稱為Prime Sports正式開播。[12][17]
- 1991年8月26日（另有说法称是4月或7月），卫星电视中文台开始向亚洲试播。
- 1991年9月15日，美國音樂電視網（MTV）與STAR TV合作成立衛視音樂台，直接套用MTV標誌，頻道英文名稱為MTV ASIA，簡稱MTV正式開播。
- 1991年10月15日，英國廣播公司（BBC）與STAR TV合作成立衛視新聞台，直接套用BBC WSTV標誌，頻道英文名稱為BBC World Service Television，簡稱BBC WSTV正式開播。[18]
- 1991年10月21日下午4點30分，衛視中文台正式開播[19]；开播之初首个播出节目为动画片《叮当》（现已改名为《哆啦A梦》）。中國電視公司同時洽得衛星電視有限公司播出中視節目，每週一至週五播出帶狀30分鐘兒童節目、60分鐘連續劇，每週六播出綜藝節目與文化節目，创下台湾老三台風氣之先[20]。中視首度外銷給衛視中文台播出的節目是綜藝節目《雞蛋碰石頭》。
- 1991年12月15日，印度Zee电视片（Zee Telefilms）與STAR TV合作成立衛視合家歡台，頻道英文名稱為STAR Plus（英語娛樂頻道播出澳大利亚、紐西蘭、美國及英國的綜藝娛樂節目、劇集及頒獎禮）正式開播。开播之初首个节目是美国CBS制作的肥皂剧《大胆而美丽》。[21]
- 1992年10月21日，衛視中文台在台北國際會議中心大會堂舉辦開播一週年慶祝晚會，由張小燕與黃霑主持，全長140分鐘[22]。
- 1992年10月27日，卫星电视成立英屬維爾京群島商亞洲星衛電視公司（Star TV (Taiwan) Limited，即後來的英屬維爾京群島商星空傳媒有限公司（Star (Taiwan) Limited））負責香港卫星电视STAR TV在台湾頻道營運工作。
- 1993年5月1日，STAR Plus及衛視中文台更換新的標誌。
- 1993年5月1日，衛視中文台首次更換標誌，為第二版標誌。1993版标识为两道绿色的平行四边形汇在一起的标识，下方有“卫视中文台”五字，上面的绿色标识与今天的凤凰卫视标识相似，下方的“卫视中文台”五字与今天的卫视中文台LOGO的字体相同。
- 据《凤凰卫视这些年》记载，在1993年后，默多克曾与亚洲卫星公司合作，优先允许卫视中文台等卫星电视有限公司播出的频道通过亚洲一号播出的权力，并且禁止其他非国有组织在亚洲一号卫星开办与卫视中文台类似的频道。
- 1993年6月，香港卫星电视与香港九仓有线电视协商，计划让卫星电视的频道在香港九仓有线电视（今香港有线电视）落地播出，但最终因两公司商业纠纷，这一计划在当时未能实现。

“技术和电信的进步已被证明是对世界各地极权主义政权的明确威胁。传真机使持不同政见者能够绕过国家控制的印刷媒体，直拨电话使国家控制的个人对话变得困难，卫星广播使许多封闭社会中渴望信息的居民有可能绕过国家控制的电视频道。”（“Advances in technology and telecommunications have proved an unambiguous threat to totalitarian regimes everywhere. Fax machines enable dissidents to bypass state-controlled print media, direct dial telephony makes it difficult for state-controlled personal conversations and satellite broadcasting makes it possible for information-hungry residents of many closed societies to bypass state-controlled television channels.”）
——鲁珀特·默多克，1993年9月
- 至1993年，随着卫星电视在亚洲的收视率不断增长，卫星电视给李嘉诚家族企业带来的亏损却不断增加。例如，中国大陆境内多地转播商没有付费订购卫星电视的版权，反而直接盗播卫星电视播出的频道并向大陆转播，这也导致卫星电视收入难达预期。李嘉诚和李泽楷等人后来决定以多插播广告的方式谋利，但后来卫星电视收到了不少广告商的广告投放请求，这给李氏家族造成了较大的财务统计负担，导致李嘉诚等人建议李泽楷尽快出售卫星电视以缓解财困。李泽楷等人最终决定出售卫星电视，以便减少公司亏损，同时得到更多的技术支持与援助，特别是为卫星电视完善加密电视系统。[15]:19-20
- 李泽楷提出出售卫星电视的决定后，英国培生集团率先提出入股卫星电视66%的股权，但由于培生集团要求香港方面保留对卫星电视投资的活跃股东而被拒绝入股收购请求。而在后来，默多克所属的新闻集团提出收购部分股份的请求后，李泽楷同意新闻集团购入卫星电视六成股权。[24][25]
- 旗下的衛視娛樂影業亦於1993年成立（現稱星空華文傳媒電影有限公司），管理經典華語電影版權。
- 1993年7月26日，新聞集團宣布購得衛星电视63.6%的股權[5][6]:135。同年9月28日，衛星電視廣播更名衛視收費電視有限公司。
- 1994年1月，James Griffiths辞去卫星电视的董事总经理职务，Gary Davey（戴格里）接任。不久之后，卫星电视将其播出的一部分卫星电视频道分拆为东亚东南亚和西亚南亚中东两个版本，以便便于管理其业务。[15]:38
- 1994年4月，卫星电视达成与亚洲电视（ATV）长达三年的合约，并以此取代了此前卫星电视与亚洲电视在1991年的合约，卫星电视也因此获得了近1000小时的节目版权，亚洲电视也开始为卫星电视提供部分技术支持。两家公司也自此进一步交换节目，部分在亚洲电视以粤语播送的节目，在卫星电视播送的频道则以普通话播送。这也被认定是香港亚洲电视与香港无线电视（TVB）的进一步竞争。同时，卫星电视还收购了嘉禾集团近570部电影的版权。这些电影后来成为fortune star片库的电影，但后来fortune star电影片库于2010年被转让给星空华文传媒。[26]
- 1994年5月1日，因BBC World television services播出中国大陆涉政负面内容，STAR TV停止与BBC合作，STAR TV旗下頻道增加STAR Movies和衛視電影台（主要播放好莱坞电影/粵語電影/華語電影包括美国电影/中國電影、台灣電影、新加坡電影、馬來西亞電影為主）两个频道，取代此前面向东亚播出的BBC世界电视台。[27]
- 1994年5月3日，MTV停止与STAR TV合作。
- 1994年5月24日，卫星电视設立香港商衛星電視有限公司台灣分公司（Satellite Television Asian Region Limited, Taiwan Branch，即後來香港商亞太星空傳媒有限公司台灣分公司），负责香港卫星电视所属频道在台湾的业务。
- 1994年5月29日，STAR TV旗下頻道增加Channel [V]取代MTV ASIA，頻道中文名稱仍然為衛視音樂台并正式開播。
- 1994年6月30日，衛視中文台更換第三版標誌。1994版标识为一个金黄色椭圆形书法印章标识，在印章内，上半部分之中，“中”、“文”两字使用书法书写字体，“台”字使用宋体字体，“中文台”三字下方则有卫星电视有限公司的1991年版星星标识。
- 1994年年底，卫星电视的部分频道在马来西亚文莱以地面模拟电视转播的形式落地。[28]
- 1995年，据统计，卫星电视在台湾的收视率已经达到42%。这一收视率份额部分程度上也依赖于卫视电影台的开播。[29]同年起，卫星电视开通官网startv.com。
- 1995年3月30日，卫星电视所属广播电台Star Radio开播，为北亚提供普通话广播服务，为南亚和中东提供英语广播服务。[30]
- 1995年7月17日，新聞集團宣布收購衛星廣播剩餘股份為全資股東，於該月26日完成，後改以開曼群島註冊星空傳媒集團有限公司（Star Group Limited）[31]運作。衛星廣播（香港）仍由李氏家族持有52%股份。[32][33]
- 1995年夏天，卫星电视计划在新发射的亚洲二号卫星上推出三十个电视频道，以满足更多观众的需求。[34]
- 1995年至1996年3月期间，为了进一步推进卫星电视在中国大陆境内合法落地，卫星电视的高层人员多次与媒体商人刘长乐等人在香港卫星电视总部、北京颐和园或人民大会堂等地谈判，最终商定，由香港卫星电视有限公司和中国中央电视台的全资子公司以及刘长乐的今日亚洲有限公司联合创办凤凰卫视，其总部在成立之初与卫星电视共用一处地址。凤凰卫视有限公司最终于1996年3月25日在香港登记成立。
- 1996年3月31日香港時間晚上7點
  - 卫视中文台被分拆為至舉行正式全新成立儀式的鳳凰衛視中文台（只在中國大陸、香港及澳門廣播）是鳳凰衛視旗下的頻道正式開播和之前的衛視中文台（只在臺灣廣播）。[15]:50-52[註 2]
  - 后Prime Network停止与STAR TV合作，STAR TV旗下頻道增加STAR Sports取代，頻道中文名稱仍然為衛視體育台。
  - 衛星電影台分拆為2台的衛視國際電影台，頻道英文名稱仍然為STAR Movies（主要播放好莱坞电影包括美国电影為主）稱為：「衛視西片台」和之前的STAR Chinese Movies，頻道中文名稱仍然為衛視電影台（主要播放粵語電影/華語電影包括中國電影、台灣電影、新加坡電影、馬來西亞電影為主）。
  - STAR Sports更換新的標誌，新標誌的設計跟STAR Movies、衛視電影台、STAR Plus、衛視中文台相似。
- 1998年，凤凰卫视开通官网（phoenixtv.com，后重定向到iFeng.com），与卫星电视官网startv.com同样提供凤凰卫视中文台的节目时间表。
- 1998年7月28日，衛星電視收購衛星廣播（香港）剩餘股份。[35][36]至此，李泽楷创办的卫星电视被默多克全权接手，成为新闻集团全资子公司，卫星电视自此之后与长江实业集团及其所属和记黄埔无实质关联。
- 1998年8月，卫星电视与凤凰卫视联合收购欧洲东方卫星电视，并将其重组为今天的凤凰卫视欧洲台。[37]
- 1998年9月1日，STAR Sports更換新的標誌，新標誌的設計跟STAR Movies、衛視電影台、STAR Plus相似。
- 1999年，卫星电视将其播出的部分频道从亚洲一号卫星和二号卫星转移到亚洲3S。截至1999年，卫星电视通过亚洲3S等卫星向亚洲五十三个国家和地区播出多个电视频道，包括但不限于卫视中文台、凤凰卫视中文台、卫视电影台、凤凰卫视电影台、卫视体育台、卫视合家欢台、STAR Movies、STAR News等多个频道。[38][39]
- 2000年6月30日，衛視收費電視清算完結。
- 2000年7月1日，后Zee TV停止与STAR TV合作，STAR TV旗下頻道增加衛視合家歡台分拆為2台的STAR World，頻道中文名稱仍然為衛視合家歡台（只在中國大陸、香港及澳門廣播）（英語娛樂頻道播出澳大利亚、紐西蘭、美國及英國的綜藝娛樂節目、劇集及頒獎禮）稱為：「衛視世界台」和之前的衛視娛樂台，頻道英文名稱仍然為STAR Plus（只在印度廣播）（印地語娛樂頻道播出印度的綜藝娛樂節目）。

### 星空传媒（新闻集团时期，2001年-2012年）
- 2001年1月1日公曆新年香港时间凌晨0點起，卫星电视更換新的標誌及名称為星空傳媒及Star。
- 2001年2月，品牌名稱的定義由STAR TV（衛視）正式轉變為STAR（星空[40]）[41]；同年10月26日，衛星廣播（香港）在香港變更其公司登记名称为英文登記名称「Starvision Hong Kong Limited」。
- 2002年1月1日，星空衛視（只在中國大陆廣播）（普通话娛樂頻道播出中國的綜藝娛樂節目）开始试播，后于同年3月28日在廣州有线电视网络正式开播。[42]
- 2009年，星空传媒官网（startv.com）由于凤凰卫视从九龙红磡迁址到大埔工业园区、星空传媒被新闻集团重组、印度观众受众情况良好等一些列原因造成的影响，而逐渐只提供对印度观众的服务，其他非印度业务频道（包括凤凰卫视频道）逐渐从该网站的序列中移除。星空传媒在其他地区的网站业务则由其分网址承担，例如台湾的startv.com.tw、中国大陆的xingkong.com.cn等。
- 2009年8月19日，新闻集团重组星空传媒，其被拆分为星空传媒（印度）与星空传媒（中国）（現為星空華文傳媒），成为两家独立经营公司。在新加坡、台灣等亞洲其他地區的業務則由21世紀福斯公司接管，另有部分业务并入福斯国际电视网。[13][14]
  - 星空卫视、Channel V中国大陆版以及CCTV9（今CGTN）在英国的落地权改由星空传媒（中国）（即现时的星空华文）负责管理。星空华文传媒后来成为CMC资本全资子公司，21世纪福克斯于2014年出售其剩余股份。（当中不含STAR Movies中国大陆版、STAR Sports中国大陆版和国家地理频道，这些业务仍然归迪士尼传媒管辖）
  - STAR Plus、STAR Movies印度版、STAR Sports印度版、Channel V印度版等原属与星空传媒印度业务的电视频道改由星空传媒（印度）（即现时的迪士尼星空，2024年该公司的六成股权被迪士尼转让给印度信实工业公司及维亚康姆18（信实工业公司与派拉蒙合资设立的一家印度电视广播代理商））负责管理。
  - 剩余的卫视中文台、卫视电影台、STAR World其他地区版本、STAR Movies其他地区版本等频道则并入福斯国际电视网亚太区（后来重组为今天的迪士尼传媒集团亚太）。星空传媒有限公司主体本身也在后来更名为福斯国际电视网。
  - 其他额外的控股（如凤凰卫视）则由星空传媒有限公司主体本身继续承担，这一情况持续至2013年21世纪福克斯出售凤凰卫视剩余股份为止。
- 2009年9月7日，STAR Sports更換新的標誌，新標誌的設計跟STAR Movies、STAR World相似。
- 2010年6月1日，中国华人文化产业投资基金CMC投资控股属新闻集团全资拥有的星空卫视普通话频道、星空国际频道、 Channel[V]音乐频道以及星空华语电影片库（Fortune Star）业务。[43]
- 2011年12月30日，星空傳媒在台湾的三大家族頻道合併至福斯國際電視網。
- 2012年1月1日起，因星空传媒台湾业务更名及迁址，其台湾业务原官网startv.com.tw域名停用，原业务迁移至fictw.com。
- 2012年1月1日，香港、澳門、泰國、柬埔寨、馬爾代夫、印尼、新加坡、馬來西亞及太平洋地區的STAR Movies更名為FOX Movies Premium，但在印度、中國大陸、越南、中東、菲律賓、台灣等地保留STAR Movies名稱。
- 2012年4月，星空传媒（印度）将STAR News、STAR Ananda、STAR Majha三个面向印度及其周边国家的当地语言新闻频道被完全转让给印度ABP集团，后者在接管上述三个频道后，分别将三个频道更名为ABP News、ABP Ananda、ABP Majha。至此，除其参与合资的凤凰卫视资讯台以外，星空传媒自此进一步减少新闻业务的投入，专注于娱乐业务。

### 福斯國際電視網（原亞太區星空傳媒）、星空華文傳媒、星空傳媒（印度）多家机构分立（2012年-2016年）
- 2012年6月28日，默多克宣布对新闻集团进行重组，拆分後亞太星空傳媒納入21世紀福斯公司旗下的亞太福斯國際電視網。[44][45][46]
- 2012年8月1日，衛視中文台標誌更换。國際版於2013年3月31日啟用新標誌。
- 2013年10月18日，星空傳媒宣布将其剩餘的凤凰卫视12.15%的股份作价16.57亿元出售给TPG China Media，交易完成后TPG将成为凤凰卫视主要股东之一，而星空傳媒不再是凤凰卫视股东。[47]
- 2013年11月5日，STAR Sports印度頻道的旗下所有頻道再度更換標誌，並把旗下的ESPN印度頻道、STAR Cricket整合至衛視體育台之下的子頻道。
- 2014年1月2日，21世纪福斯将其所持有的星空华文传媒剩下的47%的股权出售给中国华人文化产业投资基金（CMC）。
- 2014年7月28日，英屬維爾京群島商星空傳媒在台清算完結。9月2日，衛星電視更名福斯國際電視網有限公司（Fox International Channels Asia Pacific Limited）。當時的台灣官方網站（fictw.com）也將網頁底部的香港商星空傳媒有限公司台灣分公司更改為香港商福斯國際電視網有限公司台灣分公司。同年，原属于星空传媒的StarSelect的在中东的部分频道（含STAR Movies、STAR World）被划转给福斯传媒集团中东。
- 2014年8月15日，包含東南亞、台灣、香港、澳門等地的STAR Sports改名為FOX Sports 2（台灣官方中文稱為FOX體育二台），並提供標準畫質及高畫質訊號（台灣除外）。中國大陸因更名未獲國家新聞出版廣電總局批准，仍保留STAR Sports名稱，當地ESPN頻道於2014年1月10日更名為衛視體育2台（STAR Sports 2）。

### 福斯傳媒集團（亞太區福斯國際電視網重組）（2016年-2019年）
- 2016年起，福斯傳媒旗下福斯國際電視網被廢除，重新併入福斯傳媒並直接管理有線電視頻道業務。原始的福斯國際電視網台灣官方網站（fictw.com）也改為福斯傳媒集團台灣官方網站（fng.tw）
- 2016年12月18日台灣時間晚上7點，衛視中文台更換新標誌，並啟用台歌《打開亮起來》。國際版於2017年3月21日啟用新標誌。[48]
- 2017年6月10日，香港、澳門、泰國、柬埔寨、馬爾代夫、印尼、新加坡、馬來西亞及太平洋地區的Fox Movies Premium及菲律賓的STAR Movies更名為FOX Movies。印度、中國大陸、越南、中東、菲律賓及台灣等地仍保留STAR Movies名稱。
- 2017年10月1日，FOX Life正式取代STAR World在東南亞、香港、澳門及越南的播映。在印度Star World與FOX Life原先就分拆為兩個頻道，是南亞唯一個同時存在此兩頻道的地區。台灣的有線電視方面，STAR World繼續放送，並未隨東南亞版一同更名。
- 2017年11月1日，越南的STAR Movies更名為FOX Movies。
- 2018年1月18日，台灣的STAR Movies更名為FOX Movies，但STAR Movies HD仍維持原名。
- 2018年6月26日，台灣的FOX Movies高畫質版本FOX Movies HD開播。

### 迪士尼時期（2019年-至今）
- 2019年3月20日，福斯傳媒集團隨著21世紀福斯公司一同被華特迪士尼公司收購。收购完成後迪士尼頻道國際與福斯傳媒集團合併，海外地區的迪士尼頻道、迪士尼XD和迪士尼兒童頻道改由福斯傳媒集團運營管理。[49][50][51]
- 2019年7月1日，台灣的STAR World高畫質版本STAR World HD開播。
- 2020年2月1日，台灣的STAR World HD頻道停播。
- 2020年6月29日开始，华特迪士尼公司开始对福斯传媒集团（亚太）展开新一轮重组和裁员行动，整个行动先从传媒集团在香港红磡海滨广场的总部开始。[1]部分员工被裁员后对迪士尼发展流媒体的政策持批评态度，他们认为这对互联网不发达的地区会产生不利的影响。[52]
- 2021年10月1日香港時間凌晨1點，十五个迪士尼传媒集團亚太电视频道正式停播[註 3]，包括衛視音樂台（Channel [V]）（中国大陆版本因已改由星空华文传媒管辖而不受影响）、福斯频道（Fox）、福斯警匪频道（Fox Crime）、福斯生活频道（Fox Life）、FX、福斯动作電影台（Fox Action Movies）、福斯家庭电影台（Fox Family Movies）、福斯电影台（Fox Movies）、福斯体育1台（Fox Sports）、福斯体育2台（Fox Sports 2）、福斯体育3台（Fox Sports 3）、迪士尼频道（Disney Channel）、迪士尼儿童频道（Disney Junior）、 国家地理悠人频道（Nat Geo People）及衛視卡式台（SCM Legend），大部分播出內容將轉移至Disney+播出。同日，受迪士尼「去福斯化」影響，福斯傳媒集團正式更名為迪士尼傳媒集團。[10][53]
- 2022年1月1日公曆新年台灣時間凌晨0點起，台灣迪士尼频道（Disney Channel Taiwan）正式停播。台湾的FOX Movies和FOX分別改名為STAR Movies GOLD和衛視合家歡台。衛視合家歡台因此在台湾重新復播。STAR Movies HD在台湾仍繼續播出。[54][55][56]
- 2023年3月15日，STAR World印度版停播。迪士尼公司此前计划于2022年停播STAR World印度版，但由于遭到印度多家有线电视转播商反对而推迟。
- 2022年4月14日，因星空传媒（印度）更名为迪士尼星空（Disneystar），startv.com被重定向到disneystar.com。
- 2023年6月13日，华特迪士尼公司向亚太区宣布终止亚太区所有电视频道（实际上仅为部分频道）营运。第二日，香港商迪士尼传媒有限公司台湾分公司向台湾NCC提交了在当年9月底和12月底停止卫视中文台、卫视电影台、国家地理频道等频道的台湾版本播出的决定，台湾NCC方面表示遗憾与尊重。[10]
- 2023年10月1日香港时间凌晨0點起，衛視中文台、衛視電影台、国家地理频道、Baby TV和国家地理野生频道三个频道的亚洲国际版停止通過中國港澳、東南亞、台灣及韓國衛星、有线电视的信号频谱的播出（衛視中文台、衛視電影台、國家地理頻道台灣版本仍然播出，国家地理频道亚洲国际版也仍继续播出但退出台湾），信号被切断后插入了带有“频道已下架 造成不便 敬请谅解”和“香港商迪士尼传媒有限公司台湾分公司”等字样的停播提示卡。（台灣）/“頻道已停播，多謝收看”（港澳、東南亞部分平台信号）而新加坡星河视界平台则插入了平台自己提供的提示卡，建议用户移步Disney+获取此前卫视中文台播送的节目。
- 2024年1月1日香港時間及台灣時間凌晨0點0分0秒起，迪士尼传媒集团在台湾的所有频道停播。衛視中文台、衛視電影台、星衛HD电影台、STAR Movies HD、STAR Movies GOLD[註 4]、 衛視合家歡台 、星衛娛樂台、國家地理頻道、国家地理野生频道的台湾版本正式停播，由串流平台Disney+全權接手。[57]
- 同時，個別地區繼續由迪士尼代理的Fox News、Star Gold、Star Plus、Star Bharat、STAR Movies（东亚版、韩国版）、西亚版（含印度、尼泊尔）、中东版、Star Sports（東亞及印度版）、衛視合家歡台 中东版、STAR Vijay TV及ABP News、国家地理频道（亚洲国际版）仍有播出。另外衛視中文台1996年時中國大陆及香港等地版本頻譜分拆而來的鳳凰衛視中文台仍在播出。上述由迪士尼代理的台湾以外部分频道和从原星空传媒频道分拆而来的频道仍不受影响。
- 2024年3月，STAR Movies中东版和STAR World中东版启用新标识与新频道包装。新的“STAR”標誌與 Disney+ 裡的“STAR（星空傳媒）”模块采用的標誌相同。[10][58]
- 2025年2月，因星空传媒（印度）（迪士尼星空）部分股权被转让给印度信实工业公司，并与信实旗下的Jiocinema合并，导致用户在登陆Disneystar.com时会看到迪士尼星空已与Jiocinema合并的英文提示，并在五秒后被重定向到Jiohotstar.com。也由于这一原因，startv.com会被二次重定向到Jiohotstar.com。

## 電視頻道業務

### STAR系列频道

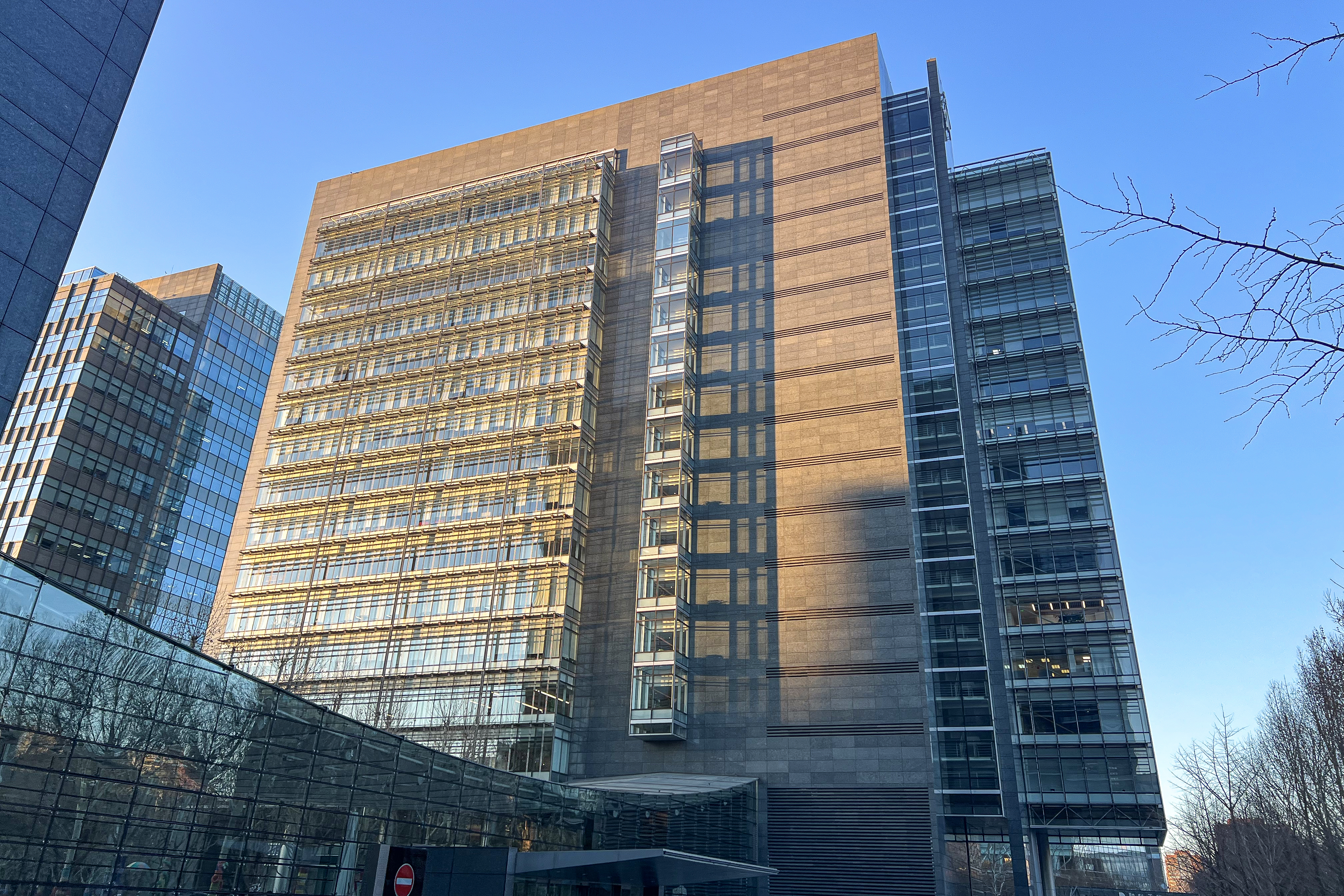
星空传媒在融科资讯中心C座北楼七层以“寰理文化传播(上海)有限公司北京分公司”的名义设有中国大陆办事处（与DeepSeek在北京的办事处只有两楼之隔），目前由华特迪士尼公司负责代管

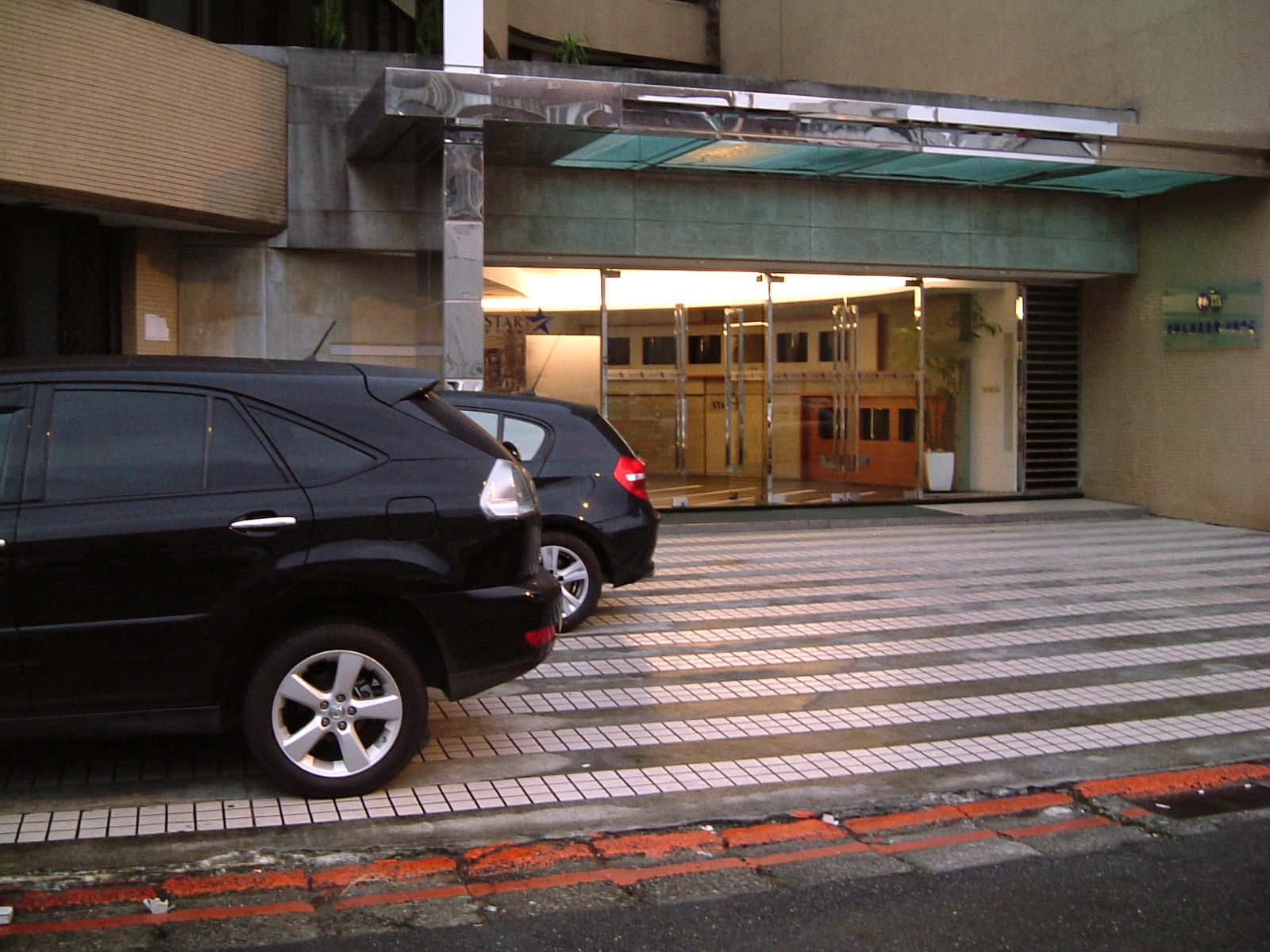
位於台北的星空傳媒台灣總部設於華視「UHF攝影棚及行政大樓」內（台灣總部已經於2011年遷至堤頂大道富邦东京企业总部大楼）

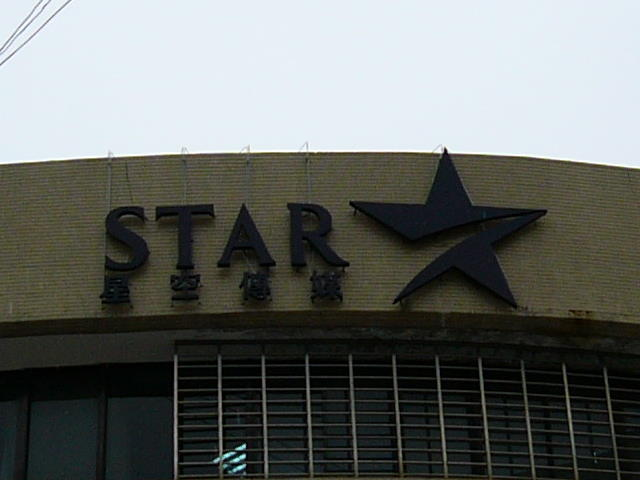
星空傳媒台灣總部外牆上的星空傳媒標誌

需要注意的是，星空傳媒以「衛星電視」之名在1990年初於亞洲設立時，由於屬於衛星電視於亞洲的先驅者，因此「STAR TV」或「衛視」就成為其旗下頻道的慣常稱呼，如「卫视中文台」、「衛視電影台」等等，即使後來於兩岸三地出現其他衛星電視頻道營辦者，大部份觀眾已經將「衛視XX台」理解為「星空傳媒（與往後收購的集團）」所營運的電視頻道，就如香港的TVB被俗稱為「無綫電視」，然而其主要競爭者「亞洲電視」也為「無線廣播」。
- 衛視中文台：啟播時為面對全亞洲播出的綜合娛樂頻道，1996年3月31日起中国大陆等地改名並由凤凰卫视中文台取代播送，而衛視中文台則繼續於台灣播出。2005年1月1日落地新加坡。有2個頻道（台灣國內、台灣國外）。該頻道海外版於2023年10月1日提早終止播送，台灣國内版則於2024年1月1日停播。
- 衛視電影台：港片及亞洲電影頻道，共有3個頻道（香港、台灣、東南亞、澳紐和美國），在香港和馬來西亞以粵語播放，在台灣、東南亞(越南除外)、美國和加拿大則以國語播放。海外版已于2023年10月1日提早終止播送，台灣國内版已於2024年1月1日停播。
- 衛視卡式台：香港經典電影頻道，共有3個頻道（香港、台灣、東南亞），僅在香港和馬來西亞以粵語播放，在東南亞則以國語播放。该频道已于2021年10月1日停播。
- 星衛HD電影台：是星空傳媒在台灣設立的高畫質電影頻道，最先上架於中華電信MOD，以國、粵語播放，並在每年網羅7成以上台灣院線新片，並會播放經數位修復的香港黃金時期電影作品。该频道台湾境内版已于2024年1月1日停播。
- STAR Movies（衛視西片台）：好莱坞電影頻道，共有4個版本（台灣、亚洲、印度、中東）。STAR Movies（台灣版）已於2018年1月1日停播FOX Movies，2022年1月1日再度更名STAR Movies GOLD，越南版改播FOX Movies后于2021年10月1日停播。STAR Movies（中国大陆、印度、中东版）目前仍持續播出。
- STAR Movies GOLD（衛視西片台）STAR Movies HD 與 STAR Movies GOLD 中文正式名稱皆稱為衛視西片台，2024年1月1日起正式停播。
- STAR Movies HD：（衛視西片台）STAR Movies HD 與 STAR Movies GOLD 中文正式名稱皆稱為衛視西片台，最先上架於中華電信MOD，播放国际好莱坞大片，在亚洲有多个版本频道（国际、台湾、越南、中国大陆、印度、中东），其中国际频道是英文版，台湾是英语中文字幕，台标是HD中间有颗星，跟其它三台不一样。其它三台是STAR Movies的后面加HD。越南是英语越文，中国大陆的是英语汉文，播出內容跟STAR Movies台灣版本不同。目前，STAR Movies台湾版已于2024年1月1日停播，越南版改播FOX Movies后于2021年10月1日停播。中国大陆版、印度版、中东版目前没有停播。
- STAR World（衛視合家歡台）：播出澳大利亚、紐西蘭、美國及英國的綜藝娛樂節目、劇集及頒獎禮。(僅限台灣、印度、中東北非地區)。亚洲国际版已于2017年改为FOX Life，印度版已于2023年3月停播，台湾版已于2024年1月1日停播，中东版目前仍在播出。
- FOX Life：播出澳大利亚、紐西蘭、美國及英國的綜藝娛樂節目、劇集及頒獎禮(僅限香港和東南亞地區)。此频道已于2021年10月1日停播。
- STAR Plus（衛視娛樂台）：印地語娛樂頻道。

印度播放為原版，全球大部分地區為國際版(馬來西亞、台灣和韓國未有播放)
- STAR Utsav（英语：STAR Utsav）：免費播放的印地語娛樂頻道，節目選自STAR Plus。

適用地區於英國和東南亞地區(僅限泰國和菲律賓)
- STAR Bharat（英语：STAR Bharat）：印地語第二大娛樂頻道，目標為印度的高消費觀眾。

印度播放為原版，全球地區為國際版(印尼、泰國、馬來西亞、泰國、台灣和韓國未有播放)
- STAR Gold（英语：STAR Gold）（衛視金幕台）：印地語電影頻道。

印度播放為原版，全球地區為國際版(馬來西亞、台灣和韓國未有播放)
- STAR Vijay（英语：STAR Vijay）：泰米爾語娛樂頻道，共有2個版本（印度、美国）。

適用於印度、美國、中東北非、澳洲、歐洲、新加坡和馬來西亞各大收費電視供應商都有播放。
- STAR Cricket：專門播放木球比賽、新聞及最新消息的頻道。
- STAR Jalsha（英语：STAR Majha）：印度的孟加拉語娱乐頻道。
- STAR Pravah（英语：STAR Majha）：印度的馬拉地語娱乐頻道。
- Channel [V] ：24小時亞洲和國際音樂頻道

1993年，MTV與STAR TV終止合作衛視音樂台，星空傳媒遂设立Channel [V]，早期共有6個版本（台灣、泰國、印度、澳洲、中國大陸、國際）。於中東北非、東南亞、中国大陆、香港、台灣都有播放，分版本播出。除中国大陆外全球各版本已经于2021年10月1日停播。中国大陆版本目前已改由星空华文传媒接管并仍在播出。
- 衛視體育台 (STAR Sports)：星空傳媒运营的體育頻道。ESPN與衛視體育台兩台在亞洲原為競爭夥伴，競標全球體育賽事。1997年，兩台開始相互合作，並成為合作夥伴，成立各佔一半股權的ESPN STAR Sports，管理兩個頻道。1998年，共同合播曼谷亞運會。旗下共有十多個頻道。在2013年ESPN撤資，原ESPN频道在中国大陆及印度以外改名為Fox Sports繼續營運(亞洲国际區置换的频道為Fox Sport, FOX Sports 2和FOX Sport 3，这三个频道已于2021年10月1日停播，此外台湾境内还曾经播出FOX体育台，但已于2022年1月1日停播)。印度、韓國和中國大陸仍保留STAR Sports的频道名稱，中國大陸ESPN頻道於2014年1月10日更名為衛視體育2台（STAR Sports 2），印度境内后来又增播STAR Sports2、3、4频道，其中STAR Sports3和4频道后于2017年停播，2018年，Channel V印度版改播STAR Sports3。
- STAR Channel（星空频道）：在巴尔干半岛、比利时、保加利亚、芬兰、拉丁美洲、荷兰、葡萄牙、西班牙等多国均有播出，大部分由FOX频道取代而来。
- STAR Crime：用于取代福斯警匪频道（FOX Crime），主要播放涉及犯罪、恐怖和调查类型的情景喜剧和电影电视节目。该频道现时在巴尔干半岛、保加利亚、葡萄牙等地区播放。
- STAR Life：用于取代FOX Life。该频道目前在中东、葡萄牙、保加利亚、印度、南非和巴尔干地区播出。该频道的各地版本节目表不同，从传统的娱乐节目，如电视连续剧、情景喜剧和电影等，到某些地区的原创节目，以及其他一些变体的教学和励志真人秀节目等多种节目。
- STAR Action：以动作电影和恐怖电影为主，面向中东观众。
- STAR Flims：用于取代FOX Movies中东版。该频道在中东播出，以电影为主。已于2024年11月1日停播。
- STAR Series：用于取代FOX中东版。该频道在中东北非播出，以娱乐节目为主。
- STAR Comedy：用于取代FOX Comedy葡萄牙版。该频道在葡萄牙播出，以喜剧为主。
- STAR Mundo：该频道以葡萄牙语面向非洲播出，以欧美娱乐节目为主。

### FOX系列及其他系列频道
- FOX台灣頻道：1993年，MTV與STAR TV終止合作衛視音樂台，星空傳媒遂设立Channel [V]，早期共有6個版本（台灣、泰國、印度、澳洲、中國大陸、國際）。2012年9月1日起，Channel [V]在台灣地區更名為FOX娛樂台。2014年1月1日起，FOX娛樂台更名為FOX台灣頻道。海外地區仍維持Channel [V] 台湾境外版的称呼，直至2018年停播。2022年1月1日，FOX台湾频道改播STAR World台湾版，但STAR World台湾版后又于2024年1月1日停播。
- Fox Sports：體育頻道。ESPN與衛視體育台兩台在亞洲原為競爭夥伴，競標全球體育賽事。1997年，兩台開始相互合作，並成為合作夥伴，成立各佔一半股權的ESPN STAR Sports，管理兩個頻道。1998年，共同合播曼谷亞運會。旗下共有十多個頻道。在2013年ESPN撤資，原ESPN改為Fox Sports繼續營運(目前亞洲區為Fox Sport, FOX Sports 2和FOX Sport 3，此外台湾境内还曾经播出FOX体育台，但已于2022年1月1日停播)。印度、韓國和中國大陸仍保留STAR Sports名稱，中國大陸ESPN頻道於2014年1月10日更名為衛視體育2台（STAR Sports 2）。
- tvN Asia：韓國娛樂流行頻道，由tvN亞洲版本，2012年11月23日起更名為Channel M，直至2016年6月3日起更名回原名。
- Fox News Channel：美國新聞頻道。（仅限DishHD转播其高清版本）
- Fox Crime：以罪案為主題的娛樂頻道。

于香港和東南亞播放，已经于2021年10月1日停播。
- FX：以男性為對象的娛樂頻道。

適用於香港和東南亞播放，已经于2021年10月1日停播。
- Baby TV：以零至三歲幼儿及其父母為對象的娛樂頻道。台湾版本已于2024年初停播。
- FOX：24小時歐美影視頻道

香港、澳门、台湾、東南亞、日韩等国家和地区都有过播放，台湾版已于2022年1月1日改播STAR World台湾版，其余亚太版本已经于2021年10月1日停播。
- FOX Family Movies：適合閤家觀賞的電影台。已经于2021年10月1日停播。
- Sky News：曾由迪士尼代理的英國新聞頻道。该频道已从2021年10月1日起停止被迪士尼传媒向亚洲转播，但该频道目前仍正常播出。
- FOX Action Movies：主打荷里活動作電影台。已经于2021年10月1日停播。
- tvN Movies：一條24小時韓國賣座電影頻道，適用於新加坡和馬來西亞(電視直播、點播和Viu)以及印尼(僅限Viu)，未來將連接泰國、菲律賓、印尼、香港和台灣播出市場。
- 国家地理频道：一条24小时纪实频道，节目由美国国家地理学会制作。该频道受到迪士尼传媒集团亚太区管辖的版本中包括亚洲国际版、台湾版、越南版、日本版、中东版等。目前仅剩亚洲国际版（实际上只对中国大陆符合要求场所播出）、日本版、中东版还在播出。越南版已于2023年10月1日停播，台湾版已于2024年1月1日停播。亚洲国际版已经从2023年10月1日起改为只对中国大陆播出，中国国家广播电视总局134统一平台可以接收到亚洲国际版的国家地理频道。

### 前合资运营頻道

#### 凤凰卫视
- 鳳凰衛視中文台：提供新聞、綜藝、戲劇等綜合節目，以國語向香港、澳門、中國大陸、東南亞等地播出，于1996年3月31日由卫视中文台分拆而来，現今已與上述的衛視中文台（台灣、新加坡播出）無實質關係。
- 鳳凰衛視資訊台：提供國語時事及財經新聞。
- 鳳凰衛視電影台：在中國大陸播出，以國語配音的香港电影为主。
- 鳳凰衛視歐洲台：以國語向英國等欧洲国家、日本播出。
- 鳳凰衛視美洲台：以國語向美國播出。
- 鳳凰衛視香港台：以粵語向香港播出。2024年4月22日起通过香港TVB的转播在香港免费电视85频道播出，是目前曾经或现在与星空传媒有关系的频道之中唯一一个在香港本地地面电视系统落地的电视频道。

#### 星空华文传媒
- 星空衛視：專為中國所製作的綜藝頻道，首先在廣州、深圳和肇慶落地播出，播出節目為本土化的綜藝節目、電視劇、電影等。
- 星空衛視國際台：面向港澳、新加坡等地區的電視频道。
- Channel[V]中國頻道：華語音樂頻道。

#### 印度ABP集团
- STAR News（英语：STAR News）（衛視新聞台）（今ABP News）：印度新聞頻道，為觀眾即時報導每宗重大新聞最新發展情況及最新木球界消息。2012年起改为印度ABP集团旗下频道。
- STAR Ananda（英语：STAR Ananda）（今ABP Ananda）：印度的孟加拉語新聞頻道。2012年起改为印度ABP集团旗下频道。
- STAR Majha（英语：STAR Majha）（今ABP Majha）：印度的馬拉地語新聞頻道。2012年起改为印度ABP集团旗下频道。

#### 其他
- antv：星空傳媒參股的印尼語娛樂頻道。目前，星空传媒已经退出合资。

## 流媒体业务
STAR（星空传媒）在全球许多国家/地区作为Disney+服务的一部分提供。在印度，Disney+的内容作为JioHotstar的一部分进行提供，许多与STAR模块相同的节目作为Hotstar的一般兴趣内容的一部分提供，通常归类在Star World等模块下。唯一没有STAR模块的Disney+的市场是美国，其大部分节目都是通过Hulu及其在Disney+上的同名内容模块供应的。
2023年5月3日，迪士尼在印度尼西亚、马来西亚和泰国对Disney+ Hotstar进行了更新，作为各个地区正在进行的“Hotstar X”更新的一部分，这些地方的界面现在提供STAR（星空传媒）模块。
2025年8月6日，華特迪士尼公司宣佈於2026年全面將Hulu併入Disney+，將於2025年秋季率先在美國以外市場推出無需額外訂閱才可訪問的Hulu模塊，屆時STAR模塊將全面關閉並完全由Hulu模塊取代。

## 各地业务发展情况

### 中国大陆
中国大陆是星空传媒最悠久的业务之一，也是默多克收购星空传媒后曾集中计划开阔市场的地区。然而，由于中国大陆较严的审查制度等原因造成的影响，星空传媒在中国大陆市场发展较为困难。不过，由于其他媒体商人的介入（如刘长乐等），部分由星空传媒分离而来的电视广播业务（如凤凰卫视等）在中国大陆至今仍有非常显著的影响力。
1990年4月，中国政府与亚洲卫星公司合作，将亚洲一号卫星送入太空，这为卫星电视五个频道向亚洲播出奠基。1991年在卫星电视开播，其中文主频道卫视中文台在中国大陆被广泛转播。卫视中文台曾外购并且播出过中国中央电视台的节目，例如《曲苑杂坛》。
1993年7月，默多克以5.25亿美元，买下香港“卫星电视有限公司”（现星空传媒）63.6% 的股权（再於1995年购入其余下股份），同年10月5日，中国国务院颁布了《卫星电视广播地面接收设施管理规定》，明确规定“个人不得安装和使用卫星地面接收设施”，“各地的电视台、有线电视台和电视转播台，一律禁止转播卫星传送的境外播放的电视节目”。
1994年4月，曾实播中国人权状况记录片而引起中国大陆政府不满的英国广播公司世界新闻频道亚洲版在亚洲被禁播（信号被香港卫星电视停止在卫星转发），令中国大陆、香港及台湾看不到BBC。根据《凤凰卫视这些年》记载，时任香港总督彭定康对此表示不满。
1996年3月25日，新闻集团全资拥有的香港卫星电视有限公司与两家中方公司合股在香港成立了“凤凰卫视有限公司”。这两家中方公司就是原中央人民广播电台高级管理人员刘长乐（曾为凤凰卫视董事局主席）旗下的“今日亚洲有限公司”和中国中央电视台的“华颖国际有限公司”（1998年被转让给中国银行）。1996年3月31日，凤凰卫视开播。凤凰卫视中文台随之取代卫视中文台在台湾以外的频谱，向包括中国大陆在内的多地播出至今。
2002年3月28日，新闻集团旗下星空卫视在广州开播，根据最初广东有线和星空卫视达成的协议，落地第一年星空卫视将被限定在广州市和肇庆市播出，以后每年将逐步开放几个城市。这是中国政府第一次允许境外电视频道通过国内有线网落地播送。作为交换条件，新闻集团通过自己的电视网络让中国中央电视台英文国际频道落地英国和法国。
2004年，中方有关部门没有按照当初的承诺，允许星空卫视在其他城市落地。新闻集团因不满足星空卫视只能在广东省和在全国三星级以上宾馆和涉外小区落地的局面，与青海卫视合作，买断青海卫视晚上7点半以后的时段，以此方式曲线在全中国范围内落地，播放星空卫视节目和广告，但这种曲线落地只保持3个月便被广电总局紧急叫停，新闻集团为此投资1亿美元，广电总局喊停后导致5000万美元坏帐。
2006年，星空传媒成立灿星文化，作为星空卫视的节目制作机构。后该机构被CMC资本收购，现已并入星空华文控股。
2007年，ESPN和卫视体育台在亚太6号的年审不獲中國廣電總局通過，禁播持續至2008年，對此並没有解釋任何原因。
2009年，因凤凰卫视迁址至香港大浦并不再与星空传媒共用播控，凤凰卫视中文台也因此从星空传媒官网上的频道序列被逐渐移除。
2010年8月，新闻集团把频道的控股权售予上海市政府牵头成立的华人文化产业投资基金，而新闻集团仍持有近半股权，同时售卖的频道还有Channel V中国频道。这次交易之后，东方卫视的部分节目同时于星空卫视播放。
2010年，华人文化产业投资基金于2010年并购控股了原属新闻集团全资拥有的星空传媒的中国大陆部分业务（含星空卫视和channel V中国大陆频道）。不过，STAR movies、卫视体育台仍归星空传媒本身控制。
2012年，因应ESPN把持有的ESPN STAR Sports所有股份售予新闻集团，正式退出亚洲市场，新闻集团决定对ESPN亚洲版与卫视体育台亚洲版更名为FOX体育台与FOX体育2台。而在中国大陆因更名未获国家新闻出版广电总局批准，从而仍保留卫视体育台（STAR Sports）名称，在亚太6号卫星面向中国大陆播出的ESPN亚洲版于2014年1月10日更名为卫视体育2台（STAR Sports 2）。
2014年1月2日，华人文化产业投资基金（CMC）和21世纪福斯宣布，各方签署协议，星空传媒管理团队将协同华人文化产业投资基金（CMC）收购21世纪福斯持有的47%星空传媒的股份。
星空华文传媒旗下包括星空卫视中国频道、星空国际频道、Channel [V]中国频道等三个24小时全天候播出的电视频道，以及星空华语电影片库（Fortune Star）等业务。而原属新闻集团的其他STAR家族频道，包括其印度频道和台湾频道现属于福斯国际电视网（2021年10月由華特迪士尼公司重組為迪士尼傳媒）。
截至2025年，迪士尼传媒在中国大陆境内合法频道仅剩卫视国际电影台、卫视体育台、卫视体育二台、国家地理频道四个频道。前面三个频道仍继续使用星空传媒（STAR）品牌。迪士尼虽然计划在全球范围内推广其流媒体业务Disney+，但由于中国大陆法律不允许外资企业在大陆开展流媒体业务，目前迪士尼以流媒体取代上述四个电视频道的可能性较低。